# Abdou Ousseni
Abdou Ousseni est un responsable comorien qui a été ministre de la Justice,, président et membre de l'Assemblée nationale des Comores,,.